# Équipe de Bolivie féminine de volley-ball
L'équipe de Bolivie féminine de volley-ball est composée des meilleures joueuses boliviennes sélectionnées par la Fédération bolivienne de volley-ball (Federación Boliviana de Voleibol, FBV). Elle est actuellement classée au 69e rang de la Fédération internationale de volley-ball au 11 juillet 2022.

## Palmarès et parcours

### Parcours

#### Championnat d'Amérique du Sud
| - 1951 : non qualifié - 1956 : non qualifié - 1958 : non qualifié - 1961 : non qualifié - 1962 : non qualifié - 1964 : non qualifié - 1967 : non qualifié - 1969 : non qualifié - 1971 : 8e - 1973 : non qualifié | - 1975 : 6e - 1977 : 5e - 1979 : non qualifié - 1981 : non qualifié - 1983 : non qualifié - 1985 : non qualifié - 1987 : non qualifié - 1989 : non qualifié - 1991 : non qualifié - 1993 : non qualifié | - 1995 : non qualifié - 1997 : non qualifié - 1999 : non qualifié - 2001 : non qualifié - 2003 : non qualifiée - 2005 : 6e - 2007 : non qualifié - 2009 : non qualifié |